# كنار صندل
كنار صندل (بالفارسية: کنار صندل) موقع أثري من العصر البرونزي، يقع في وادي نهر هليل [الإنجليزية] جنوب جيروفت، محافظة كرمان، إيران.

## الوصف
يتكون الموقع من تلتين تفصل بينهما كيلومترات قليلة، تسمى كنار صندل أ وبي بارتفاع 13 و21 مترًا على التوالي. في كنار صندل بي، عُثر على قلعة ذات نوافذ من طابقين وقاعدة تقارب 13.5 هكتار. في عام 2005، عُثر على جزء من الطوب (النص E ') يحتوي على نقش قصير والذي يبدو أنه عيلامي خطي [الإنجليزية] في سياق ثانوي ولكنه محدد. في عام 2006، عُثر على أربعة أقراص مخبوزة. تحتوي ثلاثة أقراص على ما يبدو أنه عيلامي خطي من جانب ورموز ذات طبيعة غير معروفة على الجانب الآخر. الرابع له رموز غير معروفة فقط. كانت هناك تكهنات حول الرموز المجهولة، المسماة «الخط الهندسي» من قبل المُنقبين، والتي تتراوح بين رطانة زخرفية ورموز موسيقية. كما كان هناك جدل حول ما إذا كانت الجداول نفسها مزيفة.
توجد بالقرب من كنار العديد من المواقع القديمة الأخرى من نفس الفترة الزمنية مثل حاج آباد - فارامين، والمقابر الموجودة في محتوط آباد، وتلال قلعة كوجك.

## حضارة جيروفت

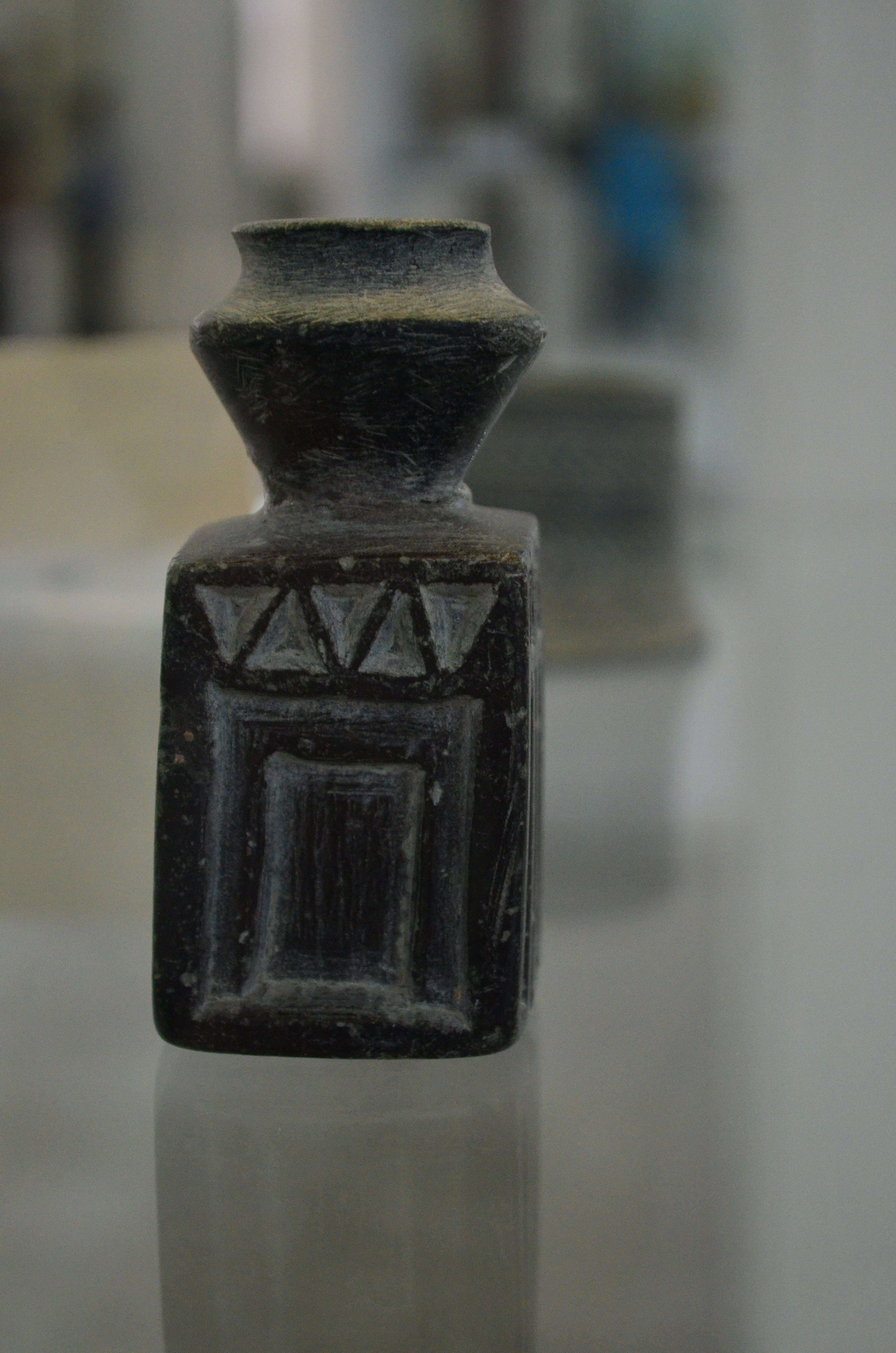
سفينة كلوريت من محافظة كرمان بإيران. الألفية الثالثة قبل الميلاد - متحف إيران الوطني

يرتبط الموقع بفرضية حضارة جيروفت، وهي حضارة تعود إلى الألفية الثالثة قبل الميلاد افترضت على أساس مجموعة من القطع الأثرية المصادرة في عام 2001، وانتقدت بسبب التخمين حول مادة غير موجودة في السياقات الأثرية الآمنة وربما تتضمن عمليات تزوير. لذا فإن التنقيب في كنار صندل مهم في اكتشاف المصنوعات اليدوية في السياق.
وصف يوسف مجيد زاده [الإنجليزية]، رئيس فريق التنقيب عن الآثار في كنار صندل الذي بدأ العمل بعد مصادرة عام 2001، الموقع بأنه «حضارة مستقلة من العصر البرونزي لها هندستها المعمارية ولغتها الخاصة». يشير مجيد زاده إلى أنها قد تكون بقايا مملكة أراتا [الإنجليزية] المفقودة. توجد تخمينات أخرى، فعلى سبيل المثال قام دانيال تي بوتس وبيوتر ستينكلر بربط الموقع بدولة مدينة مارحاشي الغامضة.
تشير ورقة بحثية صدرت عام 2013 حول التل الجنوبي إلى أن الحفريات خلال الفترة من 2006 إلى 2009 «كشفت عن بقايا ثلاث مستوطنات متعاقبة تعود إلى الألفية الرابعة قبل الميلاد».

أعيد التنقيب في عام 2014 وكشف عن أعمال فنية ذات «تعقيد وجمال» وقطع أثرية أثبتت أن المجتمع لديه عدة أنظمة للكتابة. وفقًا لناشيونال جيوغرافيك، فإن محتوى التلال مهم:
تبين أنها تحتوي على بقايا مجمعين معماريين رئيسيين. كان التلة الشمالية تضم مبنى عبادة، بينما في الجنوب كانت بقايا قلعة محصنة. عند سفح التلال، المدفونة تحت أقدام عديدة من الرواسب، كانت هناك بقايا مبان أصغر. يُعتقد أن التلين كانا في يوم من الأيام جزءًا من مستوطنة حضرية موحدة امتدت لأميال عديدة عبر الهضبة "... تطوير حضارة معقدة ".

## هوامش
1. ↑  أو قرص كبير
2. ↑  حوالي 5 رموز
3. ↑  (النصوص B 'و C' وD ') عُثر عليها مرتبطة بفرن، سلم أحدها قروي والآخر نُقب عنه لاحقًا في المنطقة التي أشار إليها القروي